# Robert Ier de Normandie
Pour les articles homonymes, voir Robert Ier, Magnifique et Robert le Diable (homonymie).
Ne doit pas être confondu avec Robert le Magnifique (artiste).
Robert Ier (v. 1010–2 juillet 1035), dit Robert le Libéral ou, plus couramment, Robert le Magnifique,, est duc de Normandie d'août 1027 jusqu'à sa mort, survenue en Terre sainte le 2 juillet 1035, lors d'un pèlerinage. Il est le père de Guillaume II de Normandie, dit « Guillaume de Normandie, duc des Normands », futur Guillaume le Conquérant.

## Robert «le Diable»?

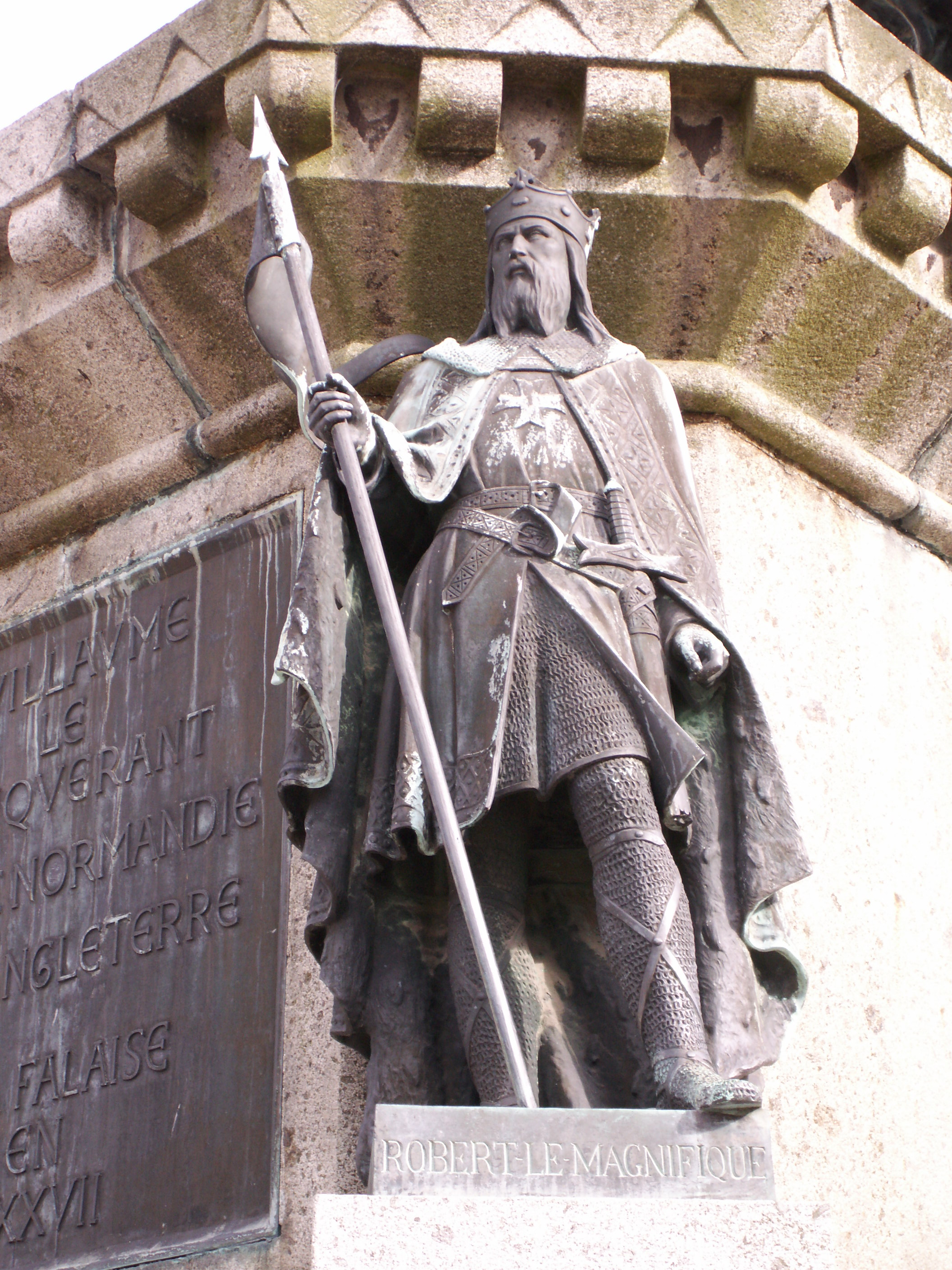
Statue de Robert le Magnifique sur le socle de celle du Conquérant à Falaise.

L'historien Lucien Musset dépeint Robert le Magnifique comme « une personnalité violente et difficile ». Il est ainsi parfois considéré comme l'inspirateur du personnage légendaire de Robert le Diable. Sa rencontre avec Arlette (ou Herlève), qui devient sa « frilla » (épouse « à la manière danoise »),[réf. nécessaire] ou son passage à Constantinople ont donné lieu à des histoires plus ou moins légendaires. Sa mauvaise réputation provient en partie des conditions douteuses qui lui permirent d'accéder au trône de Normandie.

### Une accession au pouvoir trouble
Robert le Magnifique était le second fils du duc Richard II de Normandie. À la mort de ce dernier en 1026, son fils aîné Richard III lui succéda naturellement tandis que Robert se voyait confier le comté d'Hiémois avec pour capitale Exmes. Ce dernier préféra résider au château de Falaise plutôt que dans la motte féodale de bois d'Exmes. Dans la même année ou la suivante, le cadet se révolta contre le duc. L'armée ducale se présenta alors devant Falaise où était retranché le rebelle. Robert capitula et se soumit à son frère. Il rendit l'hommage vassalique à Richard et put conserver le comté d'Hiémois. Mais en 1027, Richard III mourut empoisonné. Aussitôt, Robert écarta de la succession le fils bâtard du défunt, Nicolas, et monta lui-même sur le trône. Si Guillaume de Jumièges ne dévoile pas le nom de l'empoisonneur, les écrivains plus tardifs, comme Wace n'ont pas hésité à accuser Robert du crime. Il apparaît en effet comme le principal bénéficiaire de la mort de Richard III.

### Des rébellions écrasées
Âgé de dix-sept ans environ, Robert devint donc duc en 1027. Il montra rapidement qu'il entendait tenir la Normandie d'une main de fer.
Vers 1027/1028, Guillaume Ier de Bellême, un seigneur des confins méridionaux de la Normandie, se révolta. Le duc vint l'assiéger dans Alençon. Le rebelle fut contraint à la reddition lors de laquelle Robert le Magnifique lui imposa la pesante humiliation de se présenter devant lui avec une selle de cheval sur les épaules.
Dans les débuts de son principat, Robert le Magnifique apprit que l'évêque Hugues de Bayeux recrutait des soldats en France pour renforcer la défense de son château d'Ivry. Furieux d'être tenu à l'écart du conseil ducal, il comptait faire de la forteresse normande un pôle de résistance au duc. Robert réagit rapidement : il se présenta devant Ivry avant même que Hugues ne soit revenu de France. L'évêque dut négocier un sauf-conduit pour ses fidèles déjà réfugiés dans le château contre son propre exil. Il ne fut autorisé à revenir en Normandie qu'en 1032, au plus tard, mais il resta plutôt à l'écart de la cour. Le conflit entre le duc et l'évêque de Bayeux est peut-être en lien avec celui entre Robert le Magnifique et son oncle Robert le Danois.

### Conflits avec l'Église

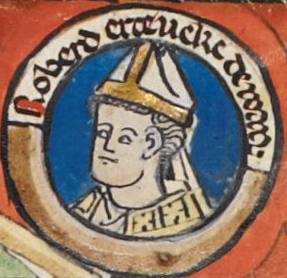
Robert le Danois, archevêque de Rouen et comte d'Évreux.

Fils du duc Richard Ier de Normandie, Robert le Danois était l'un des personnages les plus puissants du duché puisqu'il était comte d'Évreux et archevêque de Rouen. Guillaume de Jumièges nous explique que Robert le Magnifique se déclara son ennemi, sans que l'on sache les raisons de cette soudaine opposition. Peut-être l'archevêque goûtait-il peu la politique ducale envers l'Église. Les historiens ont remarqué en effet qu'au début de son principat, Robert le Magnifique enleva des terres aux abbayes et aux grandes églises pour les distribuer à de jeunes nobles (tel Roger Ier de Montgommery). C'était un moyen de les fidéliser et de les récompenser à moindre frais. Mais le duc rompait ainsi avec l'attitude de ses prédécesseurs, notamment Richard II, qui s'étaient montrés généreux avec l'Église.
Robert le Danois lui a-t-il adressé des remontrances pour ces usurpations ? Toujours est-il que le duc s'enflamma contre lui et partit faire le siège d'Évreux en 1027/1028. Après avoir mis en défense la cité, l'archevêque préféra négocier. Il choisit l'exil et se rendit auprès du roi Robert « le Pieux ». Il ne s'avouait pas pour autant battu. Pour faire fléchir son neveu, il lança l'anathème sur la Normandie. La sanction ecclésiastique fit son effet : Robert le Magnifique rappela Robert le Danois et le rétablit dans ses charges comtales et archiépiscopales.

## Un revirement d'attitude

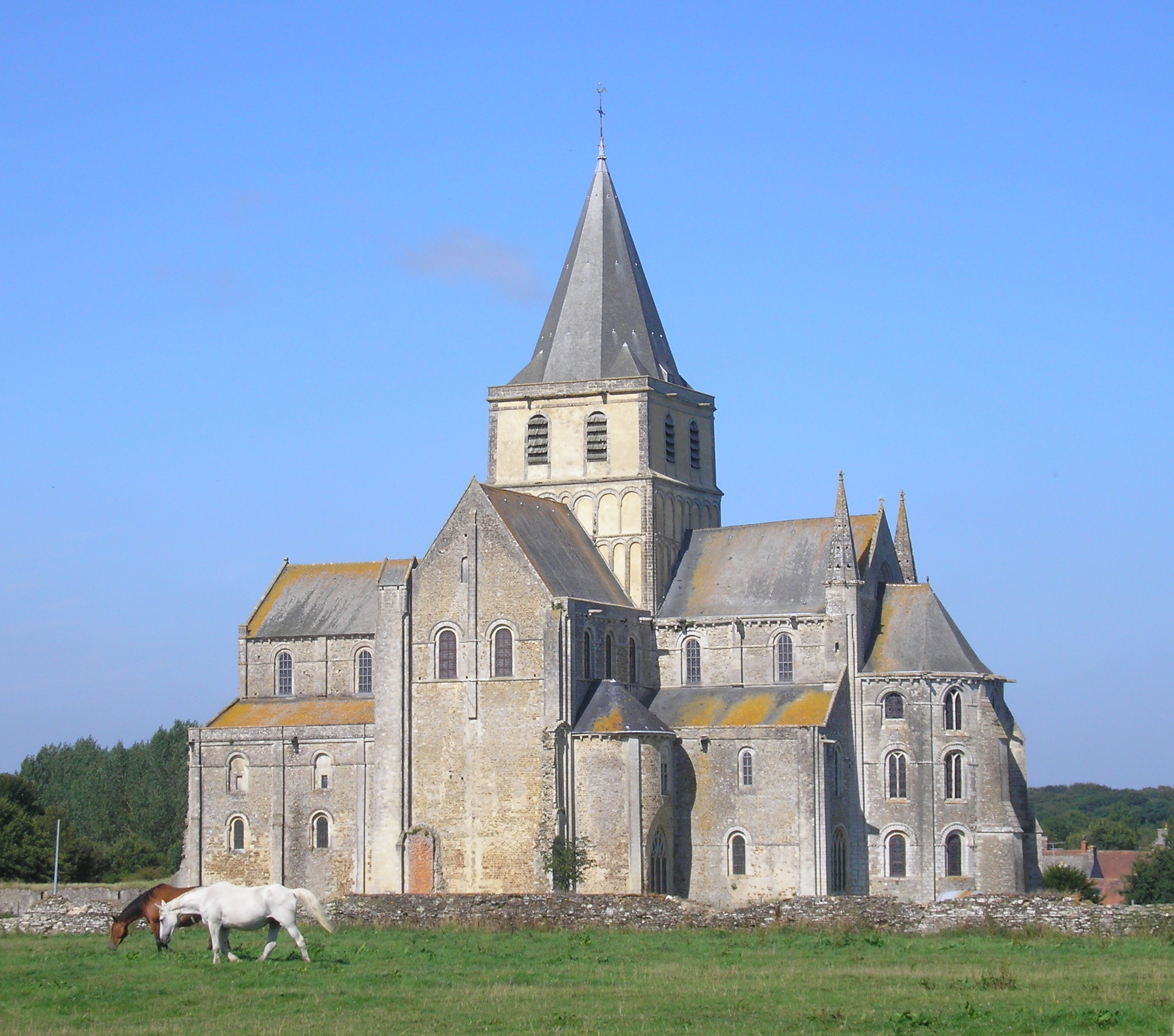
Abbaye de Cerisy.

Ce conflit entre l'archevêque et le duc semble constituer une inflexion dans la politique religieuse de Robert le Magnifique. Robert le Danois retrouva une haute position à la cour et il semble avoir convaincu son neveu qu'une bonne entente avec l'Église était indispensable. Plusieurs faits attestent de ce revirement. La réconciliation paraît avoir lieu selon Lucien Musset dès 1028.
Tout d'abord, ils constatent tous deux l'état déplorable des biens de la cathédrale de Rouen. De nombreuses terres sont alors restituées. Robert le Magnifique signe des chartes à plusieurs abbayes pour confirmer leurs biens ou pour les restituer. Les abbayes de Fécamp et de Saint-Wandrille et la cathédrale Notre-Dame de Rouen figurent parmi les bénéficiaires de ces actes. Le duc poussa même quelques-uns de ses vassaux à le suivre dans ce mouvement.

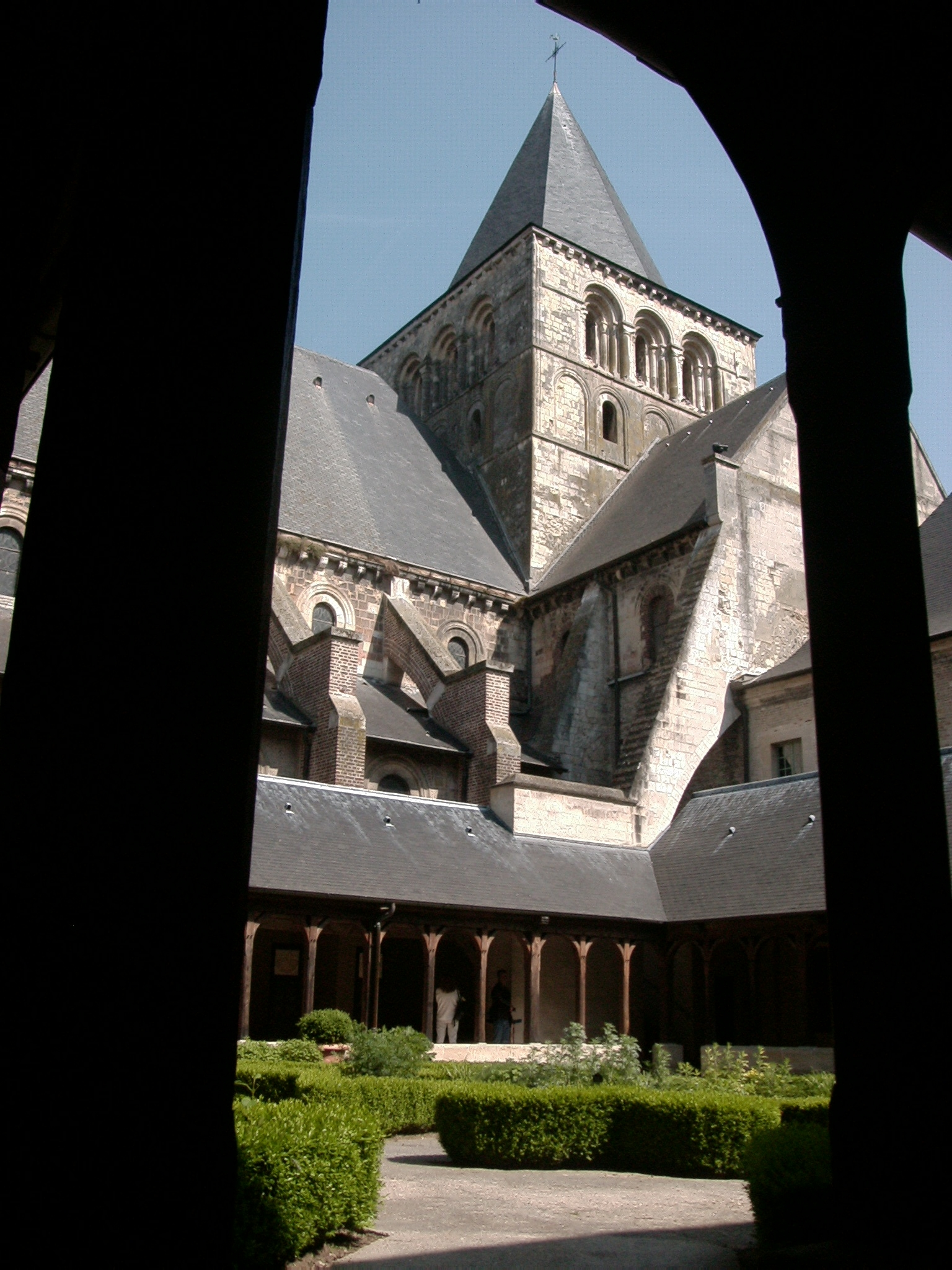
Abbaye de Montivilliers.

Renouant avec les actions de son père Richard II, Robert fonda deux monastères. En premier lieu, l'abbaye de Cerisy. Cette fondation, le 12 novembre 1032 est pionnière puisqu'elle intervint dans l'ouest de la Normandie, une région dépourvue de monastères en dehors du Mont-Saint-Michel. Ensuite, le 13 janvier 1035, Robert le Magnifique refonde l'abbaye de Montivilliers en remplaçant les moines par des moniales, à l'instigation de sa tante Béatrice de Normandie. C'est le premier établissement féminin en Normandie. Fondée en 684, l'abbaye avait disparu avec les invasions scandinaves. Dans ce domaine, il fut une nouvelle fois accompagné par des seigneurs du duché : ainsi Gosselin, vicomte d'Arques et son épouse Emmeline fondent en 1030 l'abbaye de la Trinité du Mont et plus tard restaurent en 1042 l'abbaye Saint-Amand à Rouen. Leurs donations sont confirmées par Robert qui affranchit l'abbaye de son pouvoir judiciaire. Onfroy de Vieilles installa des moines à Préaux alors qu'un simple chevalier Herluin pose les bases près de la Risle d'un monastère appelé à un grand avenir : Le Bec.
Enfin, peu après, le duc s'apprêtait à partir en pèlerinage à Jérusalem. Beaucoup d'historiens ont vu derrière ce voyage la preuve d'un repentir chez Robert pour avoir empoisonné son frère Richard III. Là encore, ce n'est que spéculations. Le départ du duc était un risque car la Normandie allait se retrouver sans maître. De plus, on ne revenait pas toujours vivant de ce voyage lointain. Avant de partir, le duc conscient de cette difficulté, rassembla les grands du duché à Fécamp.
Lors de l'assemblée tenue à Fécamp le 13 janvier 1035 marquée par la refondation de Montivilliers, il demanda à tous ceux présents, Robert, archevêque de Rouen, les évêques de la province et les grands seigneurs de reconnaître comme héritier son jeune fils, Guillaume, âgé d'environ sept ans. Tous prêtèrent serment de fidélité. Les barons semblent avoir accepté la décision ducale sur le moment, mais probablement avec réticence. Ils reprochaient à Guillaume de ne pas être issu d'une union légitime. Robert n'avait cependant pas le choix : c'était son seul enfant masculin. Selon Wace, Guillaume fut placé sous la garde du roi des Francs Henri Ier. Il arrangea également un mariage entre Herlève avec Herluin, un seigneur de la vallée de la Risle.
Le duc partit en pèlerinage au début de l'année 1035 avec quelques barons comme son chambellan Turtain Gotz (995-1041), Odon Stigand et Drogon de Vexin, et prit la route terrestre pour rejoindre Rome. L'empereur byzantin Michel IV l'accueillit ensuite à Byzance. Le duc de Normandie parvint jusqu'à Jérusalem mais il mourut, à l'âge de vingt-cinq ans, le 2 juillet 1035 sur le chemin du retour, à Nicée.

## Robert le Magnifique et ses voisins
À l'image de ses prédécesseurs, le duc de Normandie se montra un allié précieux et ennemi redoutable pour les princes voisins.

### Au secours du roi de France et du comte de Flandre

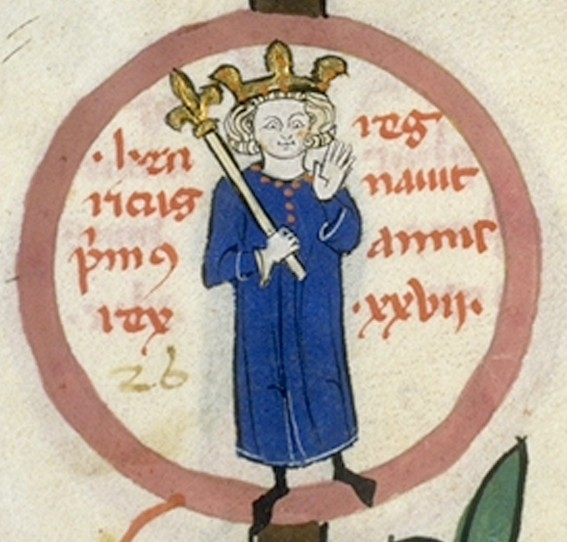
, roi des Francs.

En 1031, lors de la mort du roi de France Robert le Pieux, son fils aîné et successeur Henri Ier se heurta à une révolte de son frère cadet Robert, appuyé par sa mère Constance d'Arles. Le comte de Blois Eudes II se mêla à l'opposition contre le nouveau roi. Face à une telle coalition, Henri Ier dut quitter le domaine royal et trouver refuge à Fécamp auprès du duc de Normandie. Ce dernier l'aida dans son entreprise de reconquête. Il demanda notamment à son oncle, le comte Mauger de Corbeil, d'intervenir militairement aux côtés du roi. Le frère rebelle fut vaincu à la bataille de Villeneuve-Saint-Georges et demanda la paix, permettant à Henri Ier de régner comme roi des Francs. Pour prix de son appui, le duc de Normandie aurait reçu la suzeraineté sur la partie du Vexin entre l'Epte et l'Oise : le Vexin français. C'est en tout cas ce que précise Orderic Vital mais il est le seul narrateur du Moyen Âge à indiquer cette concession. Les historiens David Bates, Jean-François Lemarignier et plus récemment Pierre Bauduin doutent de l'affirmation du chroniqueur anglo-normand.
Le duc de Normandie apporta aussi un soutien décisif au comte de Flandre Baudouin IV. Vers 1030, ce dernier dut faire face à une rébellion de son fils Baudouin. Il trouva en Robert l'aide militaire dont il avait besoin pour reprendre en main le comté. Robert le Magnifique entra en Flandre s'empara du château de Chocques. Effrayés, les grands abandonnèrent le fils, qui à son tour, consentit à rendre le pouvoir à son père.

### L'expédition d'Angleterre
La cour normande accueillait depuis le principat de Richard II de Normandie les deux fils du roi anglo-saxon Æthelred II. Celui-ci avait dû quitter son royaume d'Angleterre en 1013, chassé par les Danois. Après l'avoir reconquis en 1014, Æthelred était mort deux ans après. Depuis 1016, Knut le Grand, le roi de Danemark, régnait donc sur l'Angleterre. Richard II témoigna d'une certaine neutralité vis-à-vis de son voisin d'outre-Manche, d'autant plus que le Danois avait épousé sa sœur Emma, la tante de Robert. Mais cette femme, veuve d'Æthelred II, était aussi la mère des deux enfants d'Æthelred, réfugiés en Normandie : Alfred et Édouard.
Au contraire de son père, Robert le Magnifique s'engagea clairement en faveur des deux cousins exilés. Il envoya à Knut une ambassade pour lui demander de rendre le royaume aux enfants d'Æthelred. Devant son refus, le duc de Normandie convoqua les grands du duché et ordonna de construire une flotte pour envahir l'Angleterre. Les bateaux, chargés en vivres, en armes et en hommes, se rassemblèrent à Fécamp et prirent la mer mais une tempête déporta les navires vers Jersey. Les Normands ne débarquèrent pas en Angleterre.

### Le maintien de la suzeraineté sur la Bretagne

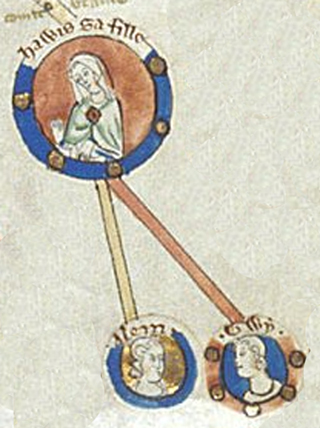
Havoise de Normandie et ses deux fils: et Eudes de Penthièvre.

À la suite de Rollon, les ducs de Normandie interviennent régulièrement en Bretagne. En 1008, la mort du duc breton Geoffroi Ier laisse le pouvoir à sa femme Havoise de Normandie, sœur de Richard II. Le duché de Bretagne est alors placé sous la tutelle du duc de Normandie. Les rapports entre Normandie et Bretagne sont alors empreints d'une grande proximité. Cependant le fils d'Havoise et Geoffroi, Alain, devenu adulte, souhaite s'émanciper de la tutelle normande. Selon Guillaume de Jumièges, le duc de Bretagne refuse l'allégeance à Robert le Magnifique, signal de la guerre entre les deux duchés.
Après avoir consolidé son pouvoir, Robert construit une forteresse sur la frontière, située proche du Couesnon selon Guillaume de Jumièges. Selon la traduction choisie, le lieu de son implantation est Cherrueix (Ille-et-Vilaine) ou Chéruel (Manche). Il lance ensuite une attaque terrestre soutenue par sa flotte qui ravage la côte. Alain riposta en envahissant l'Avranchin mais les Normands Alfred le Géant et Néel II de Saint-Sauveur écrasèrent les Bretons dans une bataille.
Alain s'incline et sollicite la médiation de l'archevêque Robert, parent commun. Il se reconnaît vassal de Robert lors d'une rencontre au Mont-Saint-Michel.

## Famille et descendance
Parents :
- Richard II de Normandie ;
- Judith de Bretagne.

Pas d'épouse mais au moins deux concubines:
- Herlève (ou Arlette de Falaise) ;
- Nom inconnu.

On lui attribue parfois comme épouse légitime Estrith, la sœur de Knut II de Danemark mais c'est très peu probable.
Enfants :
- Guillaume le Bâtard, fils de la première, duc de Normandie et roi d'Angleterre ;
- Adélaïde de Normandie, comtesse d'Aumale, fille de la seconde.